# Herbertsmithite
L'herbertsmithite est un minéral ayant comme formule chimique Zn Cu3(OH)6Cl2. Nommé en hommage au minéralogiste britannique Herbert Smith (1872–1953) (en), il a été découvert, au Chili, en 1972 et intégré au catalogue de l'Association internationale de minéralogie en 2003.
C'est un polymorphe du groupe cristallochimique de l'atacamite avec la kapellisite, étroitement apparenté à la paratacamite, et facilement confondu avec la clinoatacamite. La paratacamite se transforme de façon réversible en herbertsmithite entre 353 K et 393 K (soit entre 79,85 C et 119,85 C). L'herbertsmithite est très présente dans le secteur d'Anarak en Iran d'où son autre nom : anarakite.

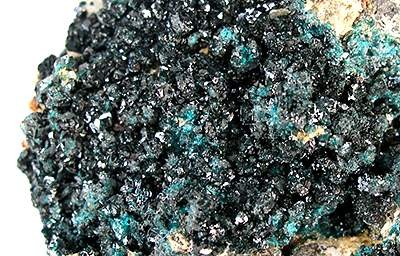

L'herbertsmithite est associée à la minéralisation du cuivre dans les porphyres syénitiques et les granites au Chili et dans les formations triasiques dolomitiques en Iran. On en extrait aussi en Arizona dans les Monts Big Horn, dans le comté de Maricopa et dans la région minière grecque de Lavrio en Attique.
L'herbertsmithite a un aspect vitreux, assez transparent avec une couleur vert clair à bleu-vert. Sa dureté est comprise entre 3 et 3,5 sur l'echelle de Mohs et est connue pour avoir une ténacité fragile. La densité du cristal a été calculée à 3,76 g/cm3.

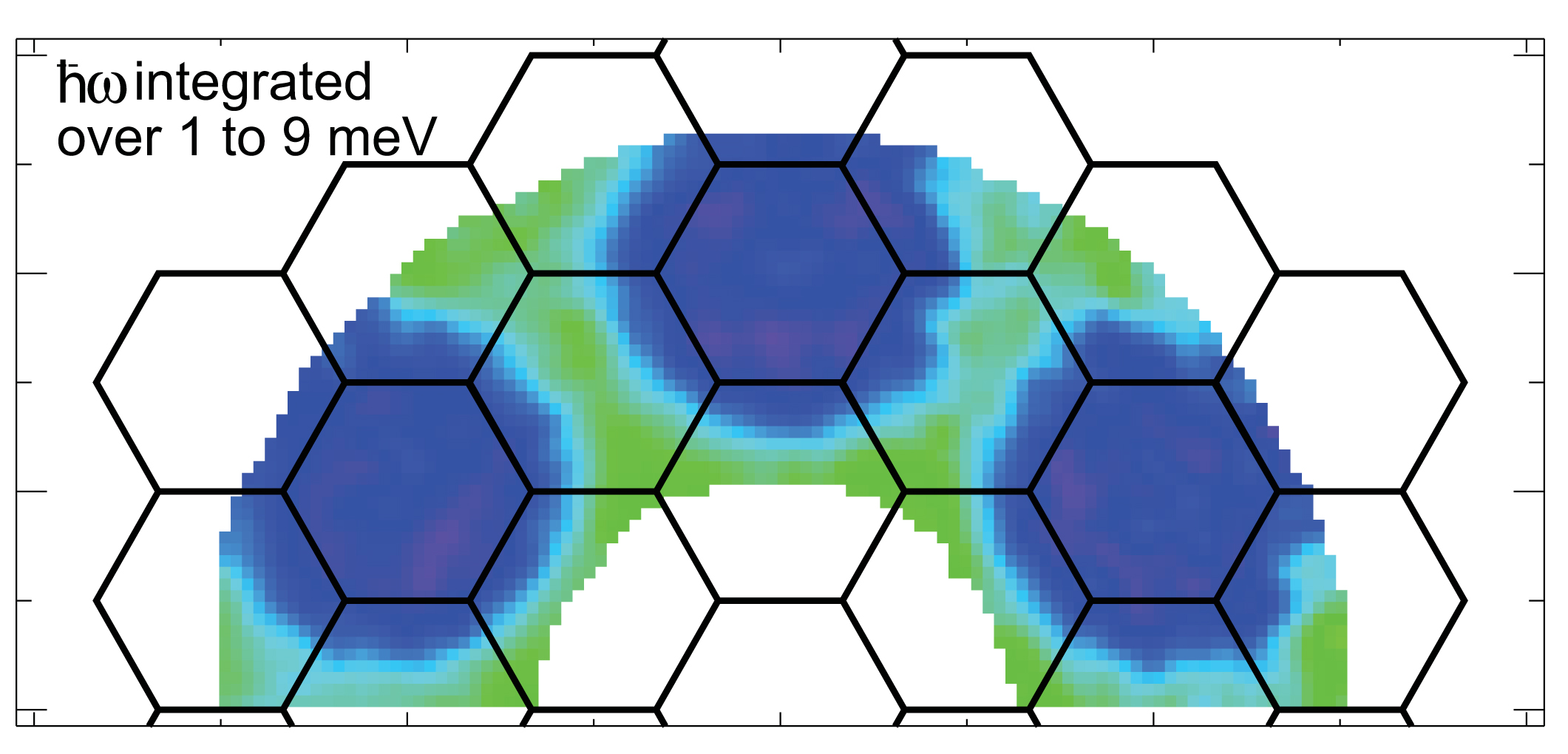
Cette image représente les effets magnétiques dans les cristaux d'herbertsmithite, où les régions vertes représentent une diffusion plus élevée des neutrons du spectromètre à cristal multi-angle (MACS) du NIST. Les scans de matériaux magnétiques très ordonnés typiques ne montrent que des points isolés par du vert, tandis que les matériaux désordonnés montrent une couleur uniforme sur l'ensemble de l'échantillon. La nature intermédiaire de ces données montre un certain ordre dans le désordre, ce qui implique les effets magnétiques inhabituels dans un liquide de spin.

Ce minéral est très étudié en magnétisme car sa frustration géométrique génère des phases magnétiques exotiques, comme le liquide de spin.
Ses propriétés quantiques de liquide de spin sont découvertes en 2012 dans sa forme synthétique pure, une forme généralisée de liquide de spin quantique fortement corrélé de liquide de spin,, dû à sa structure en trame de Kagomé. L'herbertsmithite est le premier minéral connu à montrer cet état magnétique unique : ni ferromagnétisme avec presque toutes les particules alignées, ni antiferromagnétisme avec la plupart particules magnétiques en opposition sur des côté adjacents ; les particules ont des orientations magnétiques (spin) fluctuant constamment et ce même à la température du zéro absolu.
Les observations de conductivité optique suggèrent que l'état magnétique dans cette matière est une sorte champ de gauge d'un liquide de spin de Dirac continu.
D'autres expériences et certains calculs numériques suggèrent à contrario que c'est un liquide de spin {\displaystyle \mathbb {Z} _{2}} —en d'autres termes, qu'il a un ordre topologique {\displaystyle \mathbb {Z} _{2}},,.